# Thierry Sigg
 (mai 2022).
 (janvier 2023).
Si vous disposez d'ouvrages ou d'articles de référence ou si vous connaissez des sites web de qualité traitant du thème abordé ici, merci de compléter l'article en donnant les références utiles à sa vérifiabilité et en les liant à la section « Notes et références ».
Thierry Sigg est un artiste contemporain français né à Paris en 1940.

## Biographie
Thierry Sigg naît en 1940 à Paris,. 
Il est conseiller artistique de la ville d'Ivry-sur-Seine en 1978,. Il va d'abord créer la bourse monumentale d'Ivry, biennale qui se tiendra régulièrement jusqu'à son départ d'Ivry. Puis pour réunir les forces des centres d'art d'Île-de-France, il lance avec sept autres personnes l'association Information Arts Plastiques Île-de-France (IAPIF) dont il sera président durant dix ans. En 1986, il fonde avec deux collègues du centre d'art de Brétigny, le Centre de Recherche et d'Echange d'Art Contemporain d'Ivry (CREDAC). Il en assure la présidence pendant cinq ans avant de redistribuer les rôles entre pôle recherche (CREDAC) et pôle municipal. Il prend en charge ce dernier avec la galerie Fernand Léger, jusqu'en 2005.
Sur un plan plus personnel, en 1964, il rencontre la sculptrice Irmgard Sigg (née Knorsch), étudiante aux Beaux Arts qui devient sa compagne. Il l'épouse en 1970. Son influence et celle du groupe de sculpteurs qu'elle fréquente — Camillo Otero, Nissim Merkado, Takera Narita — ne sera pas sans conséquences. 
Il intègre la galerie Darthea Speyer en 1984 où il expose régulièrement jusqu'en 2009. Il y présente des séries de bronzes peints puis des éléments en polyester translucides, Les diffusants.

## Expositions

### Expositions personnelles
- 1973 : Galerie Sanguine, Collioure
- 1979 : Galerie municipale, Vitry-sur-Seine
- 1987, 1990 ,1994, 1997, 2001, 2003 : Galerie Darthea Speyer, Paris
- 1999 : Centre d’art d’Ivry, galerie Fernand Léger

### Quelques expositions collectives
- 1972 : Hauptawache, Francfort, R.F.A.
- 1974 : « La figura e lo spacio », Bologne, Italie
- 1976 : Peintures et réalisations monumentales, Aulnay-sous-Bois
- 1978 : Salon de mai au Japon
- 1979 : « Espasme » Galerie Art Shop, Bâle, Suisse
- 1982 : Centre Culturel Franco-Arabe, Abu Dhabi, Émirats
- 1987 : « 5 ans d’acquisitions du Fonds départemental d’art contemporain du 	Val de Marne », *Vitry-sur-Seine
- 1991 : FIAC, Grand Palais, Paris, stand Darthea Speyer[2]
- 2001 : « Jardins d’Afrique », esplanade Niemeyer, PCF
- 2001 : « Immaginativa » Sienne-Italie
- 2002 : « Triptyque » Angers

## Collections publiques
- Fonds national d’art contemporain
- Ville de Vitry-sur-Seine
- Fonds départemental d’art contemporain du Val-de-Marne
- Ville d’Ivry-sur-Seine
- Fonds départemental d’art contemporain de Seine-Saint-Denis
- Collection SACEM-SACD